# Gigalitz
Der Gigalitz ist ein 3001 m ü. A. hoher Berg im Floitenkamm der Zillertaler Alpen zwischen Floitengrund und Stillupgrund. Er gilt als Hausberg der Greizer Hütte.

## Zustieg

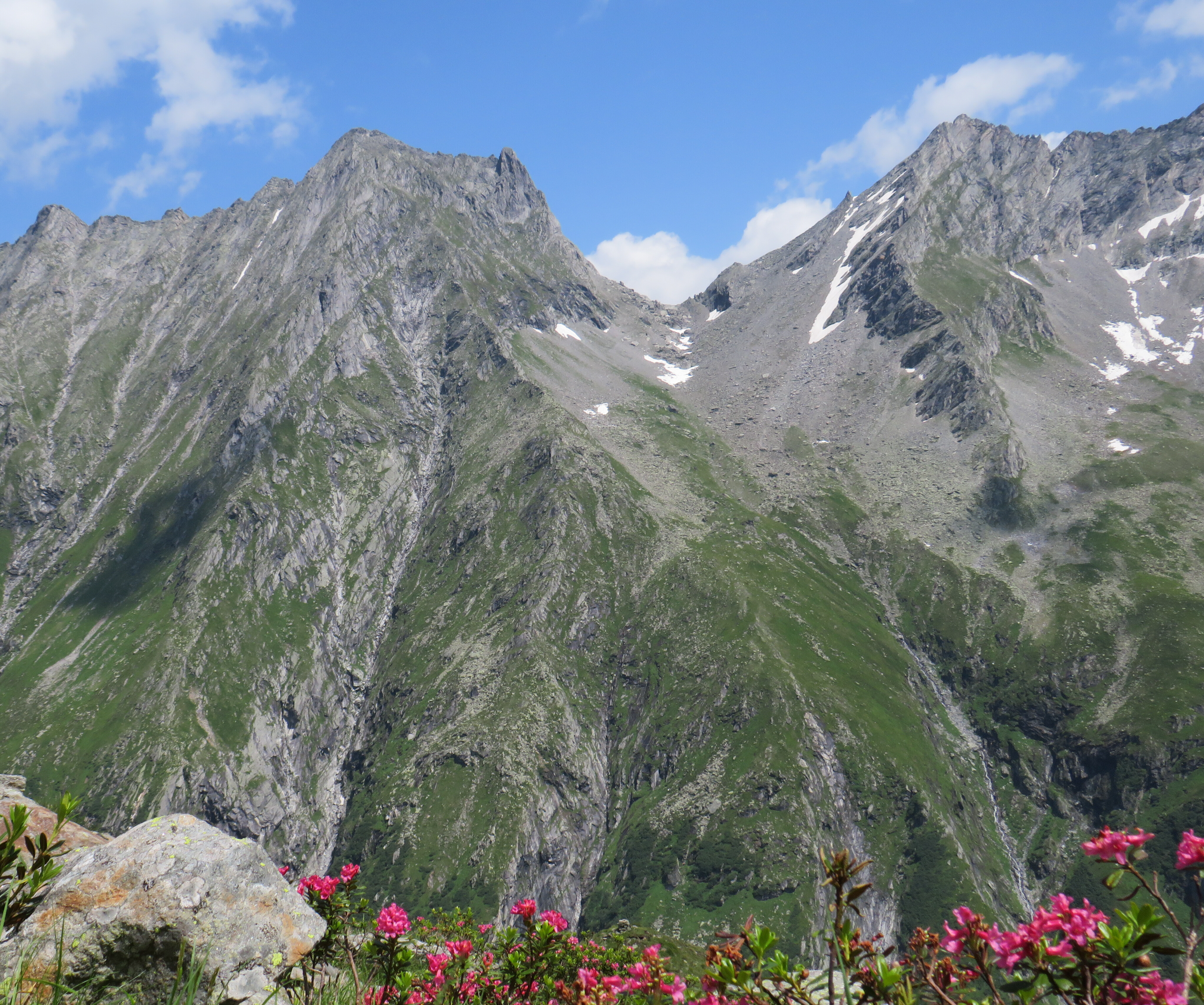
Gigalitz mit Gigalitzturm (links), Lapenspitze (rechts), dazwischen die Lapenscharte, davor der Floitengrund, Ansicht von Westen

Von der Greizer Hütte folgt man dem Weg hinauf zur Lapenscharte (2701 m; Übergang zur Kasseler Hütte) bis zu einer bezeichneten Abzweigung in ca. 2.500 m Höhe. Über markierte Spuren geht es auf dem wenig ausgeprägten Südwestgrat und danach auf grasigem Schrofen steil und ausgesetzt auf die beiden Gipfel hinauf. Bei Nässe und Schnee heikel, trockene Verhältnisse erforderlich. Auf dem Nordgipfel gibt es einen metallenen Richtungskreis. Gehzeit von der Greizer Hütte: ca. 2 Std. (775 Höhenmeter).

## Gipfelkreuz
Im Juli 2006 wurde von der Stammtischrunde „FND“ (Freitag nach Dienst) ein Gipfelkreuz gestiftet und aufgestellt.

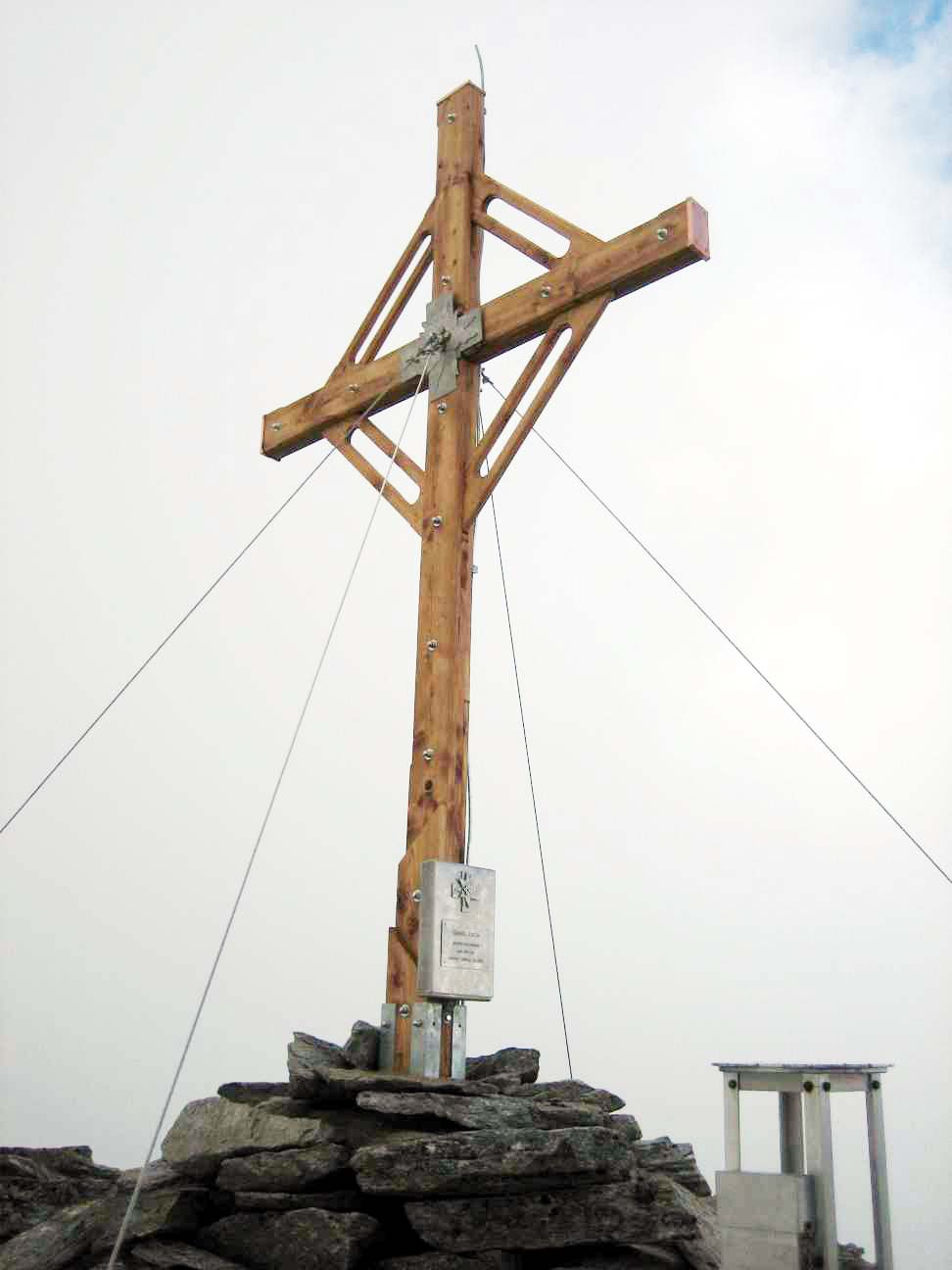
Gipfelkreuz auf dem Gigalitz

## Klettertour
Eine von mehreren Klettertouren mit 7 Seillängen und dem Schwierigkeitsgrad 4+/5- bietet der benachbarte Gigalitzturm (2.978 m). Der Einstieg hierzu befindet sich direkt an der Lapenscharte.

## Karte
- Alpenvereinskarte (1:25.000), Blatt 35/2, Zillertaler Alpen – Mitte